# 신행용
신행용(1902년 2월 6일~?)은 대한민국의 정치인이다. 제3대 국회의원을 지냈다.

## 역대 선거 결과
|  | 14.09% |

|  | 32.42% |